# Kōhei Hirate
Kōhei Hirate (jap. 平手晃平 Hirate Kōhei; ur. 24 marca 1986 w Komaki, w prefekturze Aichi) – japoński kierowca wyścigowy.

## Życiorys
Japończyk karierę rozpoczął w roku 1999, od startów kartingu.
Po zdobyciu tytułu mistrza Japonii i odniesieniu kilku innych sukcesów, Kohei przeniósł się do Formuły Toyota, gdzie rozpoczął poważną karierę wyścigową. Najlepszym wynikiem Hirate w końcowej klasyfikacji było 2. miejsce, z dorobkiem czterech zwycięstw.
W roku 2003 wyjechał do Europy, gdzie ścigał się we Włoskiej Formule Renault, w zespole Prema Powerteam. W ciągu dwóch lat startów zwyciężył w siedmiu wyścigów, a jego najlepszym wynikiem był tytuł wicemistrza, w sezonie 2004.
Jeszcze w tym samym roku zadebiutował w Europejskiej Formule 3, a w 2005 zaliczył pełny sezon (ukończył go na 12. lokacie). W 2006 poza ponownym udziałem w F3 (zajął wówczas 3. miejsce, za kierowcami zespołu ART Grand Prix), został również kierowcą testowym Toyoty. Tę samą rolę pełnił również w kolejnym sezonie.
Nigdy jednak nie zadebiutował w Formule 1. Przyczyniły się do tego m.in. mierne wyniki uzyskiwane w serii GP2, gdzie we włoskim zespole Trident Racing sezon ukończył na 19. pozycji, z dorobkiem dziewięciu punktów (zdobył je podczas rundy na Nürburgringu, gdzie dodatkowo ukończył sprint na drugim miejscu).
Od sezonu 2008 do sezonu 2010 Japończyk startował w Formule Nippon. Zaś od 2008 roku startuje w Super GT w klasie GT 500.

## Wyniki

### GP2
| Legenda oznaczeń w tabelach wyników Wyświetl szablon na nowej stronie | Legenda oznaczeń w tabelach wyników Wyświetl szablon na nowej stronie                                                                     |
| Oznaczenie                                                            | Wyjaśnienie |
| --------------------------------------------------------------------- | --- |
| Złoty                                                                 | Zwycięzca lub mistrzostwo |
| Srebrny                                                               | 2. miejsce lub wicemistrzostwo |
| Brązowy                                                               | 3. miejsce lub II wicemistrzostwo |
| Zielony                                                               | Ukończył, punktował (w klasyfikacji generalnej, gdy zdobył co najmniej jeden punkt na przestrzeni sezonu, poza trzema powyższymi opcjami) |
| Niebieski                                                             | Ukończył, nie punktował (w klasyfikacji generalnej, gdy nie zdobył co najmniej jednego punktu na przestrzeni sezonu)                      |
| Czerwony                                                              | Nie zakwalifikował się (NZ) |
| Czerwony                                                              | Nie prekwalifikował się (NPK) |
| Różowy                                                                | Nie ukończył (NU) |
| Różowy                                                                | Niesklasyfikowany (NS) (w klasyfikacji generalnej, gdy nie został sklasyfikowany w żadnym wyścigu sezonu)                                 |
| Czarny                                                                | Zdyskwalifikowany (DK) |
| Czarny                                                                | Wykluczony (WYK/EX) |
| Biały                                                                 | Nie wystartował (NW) |
| Biały                                                                 | Kontuzjowany (K/INJ) |
| Biały                                                                 | Wyścig odwołany (OD/C) |
| Bez koloru                                                            | Został wycofany (WYC/WD) |
| Bez koloru                                                            | Nie przybył (NP/DNA) |
| Bez koloru                                                            | Nie brał udziału w treningach (NT/DNP) |
| Bez koloru                                                            | Nie został zgłoszony (–) |
| Pogrubienie                                                           | Start z pole position |
| Kursywa                                                               | Najszybsze okrążenie wyścigu |
| †                                                                     | Nie ukończył, ale jego rezultat został zaliczony ze względu na przejechanie więcej niż 90% dystansu wyścigu.                              |
| *                                                                     | Sezon w trakcie |
| 1/2/3                                                                 | Punktowana pozycja w sprincie kwalifikacyjnym                                                                                             |
| Lista systemów punktacji Formuły 1                                    | |

| Rok  | Zespół         | Wyniki w poszczególnych eliminacjach | Wyniki w poszczególnych eliminacjach | Wyniki w poszczególnych eliminacjach | Wyniki w poszczególnych eliminacjach | Wyniki w poszczególnych eliminacjach | Wyniki w poszczególnych eliminacjach | Wyniki w poszczególnych eliminacjach | Wyniki w poszczególnych eliminacjach | Wyniki w poszczególnych eliminacjach | Wyniki w poszczególnych eliminacjach | Wyniki w poszczególnych eliminacjach | Wyniki w poszczególnych eliminacjach | Wyniki w poszczególnych eliminacjach | Wyniki w poszczególnych eliminacjach | Wyniki w poszczególnych eliminacjach | Wyniki w poszczególnych eliminacjach | Wyniki w poszczególnych eliminacjach | Wyniki w poszczególnych eliminacjach | Wyniki w poszczególnych eliminacjach | Wyniki w poszczególnych eliminacjach | Wyniki w poszczególnych eliminacjach | Punkty | Pozycja |
| ---- | -------------- | ------------------------------------ | ------------------------------------ | ------------------------------------ | ------------------------------------ | ------------------------------------ | ------------------------------------ | ------------------------------------ | ------------------------------------ | ------------------------------------ | ------------------------------------ | ------------------------------------ | ------------------------------------ | ------------------------------------ | ------------------------------------ | ------------------------------------ | ------------------------------------ | ------------------------------------ | ------------------------------------ | ------------------------------------ | ------------------------------------ | ------------------------------------ | ------ | ------- |
| 2007 | Trident Racing | BHR                                  | BHR                                  | ESP                                  | ESP                                  | MON                                  | FRA                                  | FRA                                  | GBR                                  | GBR                                  | DEU                                  | DEU                                  | HUN                                  | HUN                                  | TUR                                  | TUR                                  | ITA                                  | ITA                                  | BEL                                  | BEL                                  | VAL                                  | VAL                                  | 9      | 19      |
| 2007 | Trident Racing | 18                                   | NU                                   | 13                                   | 10                                   | 12                                   | NU                                   | 11                                   | 18                                   | NU                                   | 5                                    | 2                                    | 11                                   | 10                                   | NU                                   | NU                                   | NU                                   | 10                                   | NU                                   | 13                                   | NU                                   | 16                                   | 9      | 19      |